# Monteagudo (Navarra)
Monteagudo ist eine Gemeinde (Municipio) in Navarra, Spanien, mit 1.085 Einwohnern (Stand: 2024), die mehrheitlich spanischsprachig sind.

## Geografische Lage
Monteagudo liegt im Süden der Region Navarra auf einer Höhe von ca. 405 m. Die Ortschaft liegt etwa 90 Kilometer südlich von Pamplona und etwa 85 Kilometer nordwestlich von Saragossa.

## Sehenswürdigkeiten
- Burganlage
- Kirche

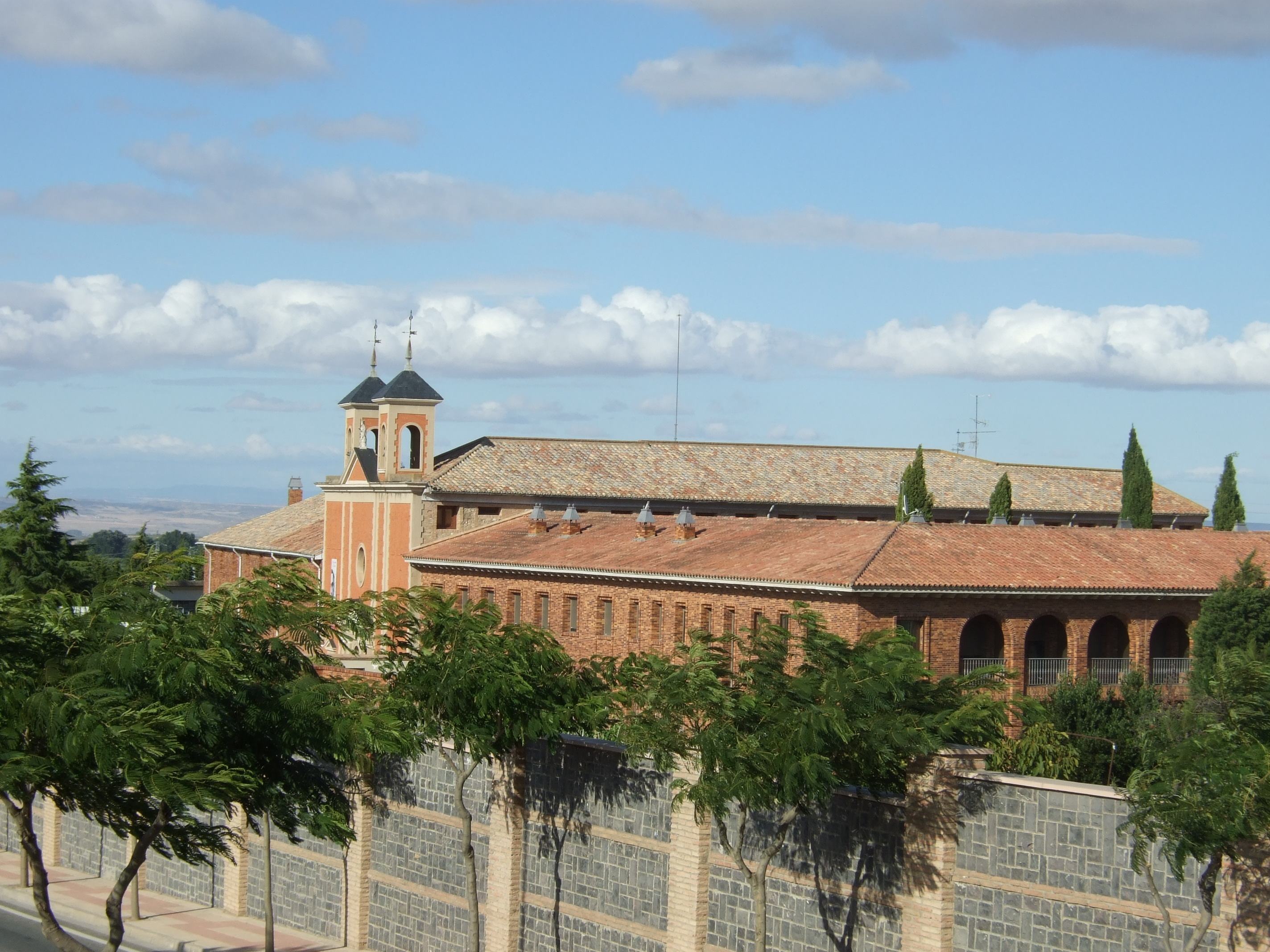
Augustinerkonvent

- Augustinerkonvent